# バリュージェット航空592便墜落事故
バリュージェット航空592便墜落事故（バリュージェットこうくう592びんついらくじこ、英語: ValuJet Flight 592）は、1996年5月11日にアメリカ合衆国で発生した航空事故である。
マイアミ国際空港からハーツフィールド・ジャクソン・アトランタ国際空港へ向かっていたバリュージェット航空592便（ダグラスDC-9-32）が機内火災により離陸の10分後に墜落し、乗員乗客110人全員が死亡した。
この墜落事故以前から安全記録に問題があり、世間から大きく注目された。バリュージェット航空は事故後、4ヶ月の運航停止処分を受けた。1996年9月に運航は再開されたが利用客の減少などに伴い、翌年エアトラン航空を買収した。買収後の社名はエアトラン航空となり、バリュージェット航空のブランド名は事実上消滅した。

## 飛行の詳細

### 航空会社
バリュージェット航空は1992年に設立された航空会社で、コスト削減を積極的に行っていることで知られていた。運航開始は1993年10月で、デルタ航空で使用されていた中古のDC-9を運用しており、社員はほとんど訓練を受けていない、メンテナンスを他社に委託しているなど、安全性を軽視するような同社の姿勢はすぐに話題となった。1995年、アメリカ軍は安全上の懸念から軍人をパイロットとして雇用するというバリュージェット航空の申し入れを断っており、連邦航空局（FAA）の職員も同社の運航停止を望んでいた。運航開始当初の保有機材は2機のみだったが、2年半で51機まで増加していた。FAAの管理者は「他に類を見ないほどの成長率である」と述べた。

### 事故機
事故機のダグラスDC-9-32は製造番号47377として1969年に製造され、同年4月18日に初飛行を行っていた。5月27日にデルタ航空へN1281Lとして納入され、1992年に売却された。翌年、バリュージェット航空が購入し、N904VJとして再登録された。搭載されていたエンジンはプラット・アンド・ホイットニー JT8D-9Aで、総飛行時間68,400時間、80,636サイクルを経験していた。
事故の前々日から前日にかけて、自動操縦で飛行中にポーポイズ現象が起きたと報告されていた。そのため事故当時、自動操縦は動作不能状態とされていた。また、事故当日の朝の飛行で機内のインターホンが機能しなかったが、この故障はマイアミで修理された。その他、事故機は燃料流量計が機能しないなどの問題も抱えていた。また、FAAの記録によれば事故機は、過去2年間で7回の緊急着陸を経験していた。

### 乗員乗客
| 国籍           | 乗客 | 乗員 | 合計 |
| -------------- | ---- | ---- | ---- |
| アメリカ合衆国 | 99   | 5    | 104  |
| イギリス       | 2    | -    | 2    |
| バハマ         | 2    | -    | 2    |
| 不明           | 2    | -    | 2    |
| 合計           | 105  | 5    | 110  |

592便には乗員5人と乗客105人が搭乗していた。乗客にはサンディエゴ・チャージャーズのロドニー・カルバーやシンガーソングライターのウォルター・ハイアットも含まれていた。
機長を務めたのは35歳の女性だった。総飛行時間は8,928時間で、DC-9では2,116時間の飛行経験があった。機長はDC-9の他に、ボーイング737、フェアチャイルド SA-227、ビーチクラフト 1900での飛行資格を有しており、飛行教官、座学教官、航空管制官としての資格もあった。バリュージェット航空に雇用されたのは1993年11月25日で、同年12月19日までに習熟度テストなどのチェックが完了した。12月21日にDC-9の副操縦士として認定され、機長として認定されたのは1994年5月1日であった。記録によれば、1994年11月15日-16日にかけて機長はクルー・リソース・マネジメント（CRM）の訓練を修了していた。直近の技能チェックは1996年1月27日に行われており、十分な結果を示していた。機長は以前にも飛行中の緊急事態を経験していた。1995年9月23日、ダラス・フォートワース国際空港から離陸した直後に客室で煙が発生し、空港へ引き返しを行った。この時の状況について機長は、「ブリード・エアの問題を疑ったが、煙が報告されており、火災の可能性もあったためトラブルシューティングを実行する時間は無かった。最も安全な方針はできるだけ早く着陸することに感じられた。（"the crew suspected a bleed air problem,  but  had  no  time  to  troubleshoot, since  smoke  was reported and the threat of a fire existed.  It  was felt [believed]  that the safest course  of  action was to get on the ground as soon as possible."）」と話していた。後の調査で、この時の煙の原因は空調が過熱したことだったと判明した。
副操縦士を務めたのは52歳の男性だった。総飛行時間は6,448時間で、DC-9では2,148時間の飛行経験があった。副操縦士は航空機関士や整備士としての資格も有していた。バリュージェット航空に雇用されたのは1995年11月13日で、同年12月2日にDC-9の副操縦士として認定された。記録によれば、副操縦士はCRMの訓練を受けていなかったが、同僚は2日間の座学を副操縦士は受けていたと証言した。
客室乗務員は22歳の女性2人と36歳の女性1人で構成されていた。

## 事故の経緯

### 離陸まで
592便はマイアミ国際空港からハーツフィールド・ジャクソン・アトランタ国際空港へ向かう国内定期旅客便だった。予定ではEDT13時10分にマイアミを離陸し、14時42分にアトランタへ到着する予定だった。しかし、使用機材のN904VJが油圧ポンプのサーキット・ブレーカーの不具合による臨時の点検の影響で、マイアミへの到着が35分遅れており、復路の592便も遅延していた。592便には手荷物や郵便物の他に、バリュージェット航空の資材（COMAT、社用貨物）を含む4,109ポンド（約1,864kg）の貨物が積載されていた。社用貨物は、主脚と前脚のタイヤがホイール付きで3本と「空の酸素ボンベ（Oxy Cannisters -‘Empty）」と記載された5つの段ボール箱であった。タイヤは縦に積まれており、その付近に段ボール箱が置かれていた。13時40分にプッシュバックが行われ、13時44分にタキシングを開始した。14時03分、管制官は離陸許可を与え、592便はマイアミ国際空港の滑走路09Lから離陸した。

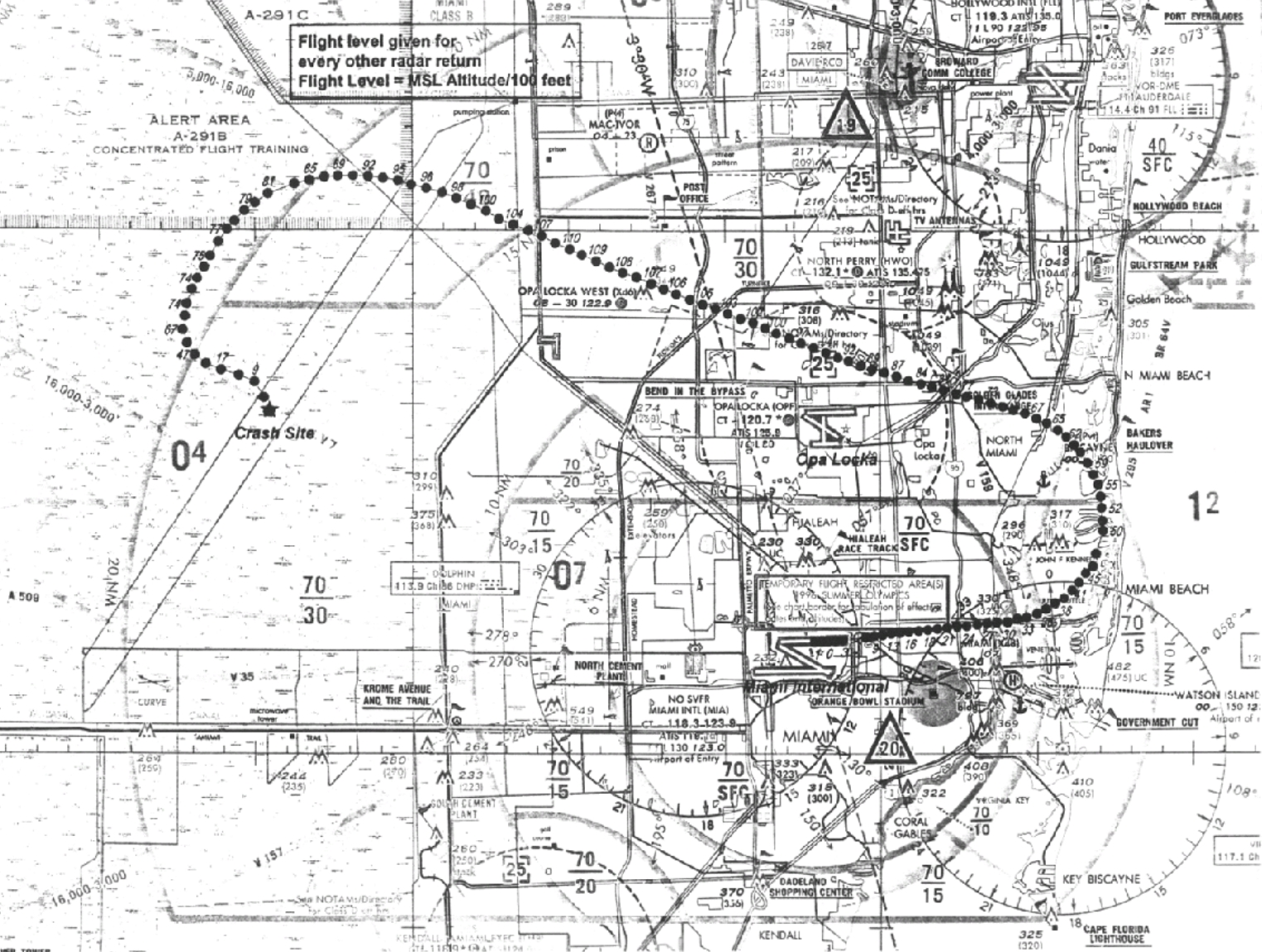
592便の飛行経路

14時07分22秒、管制官は16,000フィート (4,900 m)までの上昇を許可し、副操縦士はこれを確認した。14時10分03秒、高度10,634フィート (3,241 m)を上昇中にコックピットボイスレコーダー（CVR）にドスンという音が記録された。続けて機長が「今のは何？（What was that?）」と発言し、副操縦士が「分からない。（I don't know.）」と返答した。異常音が記録された後、コックピット内で「チィチィ、ビー」という音が鳴った。14時10分15秒、機長は「電気系統の問題が発生した。（We got some electrical problem,）」と発し、続けて「全てを失っている。（We're losing everything.）」と発言した。その直後、客室から「火だ。（fire）」という叫び声が聞こえ、CVRに「火災だ、火災が起きている。（We're on fire, we're on fire.）」という男性の声が録音された。14時10分31秒、副操縦士は管制官に早急にマイアミに引き返したい旨を伝えた。管制官は左旋回をし、マイアミへ引き返すことを許可し、7,000フィート (2,100 m)を維持するよう指示した。機長は推力を下げ、降下を開始しようとしたが左エンジンは反応せず、上昇出力を維持した。機長は補助翼を使い、機体を左旋回させた。管制官が問題について聞くと、副操縦士は煙が客室に充満していると返答した。14時11分37秒、副操縦士は利用可能な直近の空港へ着陸する必要があると管制官に発した。14時12分45秒、管制官は方位を維持するよう指示したが、592便からの応答はなかった。その3秒後、フライトデータレコーダー（FDR）が記録を停止した。この時点で592便は7,200フィート (2,200 m)を260ノット (480 km/h)で飛行していた。14時13分37秒、592便から解読不能な音声が送信され、他機からの送信と混線した。14時13分42秒に592便は右に傾き、機首を下げた状態でエバーグレーズの湿地帯に墜落した。

### CVRの記録
事故機のCVRには約30分の音声が記録されていた。下記の表は異常発生から記録停止までを抜粋したものである。【】内に原文が書かれており、不明瞭な音声は#で表されている。完全なものは最終報告書を参照のこと。
| 時間         | 発言者                                         | 発言内容 |
| 14時10分03秒 | 《ドスンという音がCVRに記録される》            | 《ドスンという音がCVRに記録される》 |
| ------------ | ---------------------------------------------- | --- |
| 14時10分07秒 | 機長                                           | 今のは何？【What was that?】 |
| 14時10分08秒 | 副操縦士                                       | 分からない。【I don't know.】 |
| 14時10分15秒 | 機長                                           | 電気系統の問題が発生した。【we got some electrical problem.】 |
| 14時10分17秒 | 副操縦士                                       | ああ。【yeah.】 |
| 14時10分18秒 | 副操縦士                                       | バッテリーの充電装置が作動している。【that battery charger's kickin' in. ooh, we gotta.】 |
| 14時10分20秒 | 機長                                           | 全てを失っている。【We’re losing everything.】 |
| 14時10分21秒 | 管制官                                         | クリッター592、マイアミセンターと132.45で交信、さよなら。【Critter five nine two, contact Miami center on one thirty two forty five, so long.】                                                                            |
| 14時10分22秒 | 機長                                           | マイアミへ引き返す必要がある。【we need, we need to go back to Miami.】 |
| 14時10分23秒 | 《客室から悲鳴があがる》                       | 《客室から悲鳴があがる》 |
| 14時10分25秒 | CVR                                            | 火だ、火だ、火だ、火だ【fire, fire, fire, fire】 |
| 14時10分27秒 | 不明                                           | 火災だ、火災が起きている。【we're on fire, we're on fire.】 |
| 14時10分28秒 | 《着陸装置の警報音》                           | 《着陸装置の警報音》 |
| 14時10分30秒 | 機長                                           | マイアミへ##。【## to Miami.】 |
| 14時10分29秒 | 管制官                                         | クリッター592、マイアミセンターと周波数132.45MHzで交信。 【Critter five ninety two, contact Miami center on one thirty two forty five.】                                                                                   |
| 14時10分32秒 | 無線（副操縦士）                               | あー592、早急にマイアミへ引き返す必要がある。【un, five ninety two needs immediate return to Miami.】 |
| 14時10分35秒 | 管制官                                         | クリッター592、あー了解、方位270へ左旋回。降下して高度7,000ftを維持せよ。【critter five ninety two un, roger, turn left heading two seven zero. descend and maintain seven thousand.】                                     |
| 14時10分36秒 | 《客室からの悲鳴が収まる》                     | 《客室からの悲鳴が収まる》 |
| 14時10分39秒 | 無線（副操縦士）                               | 270、7,000、592。【two seven zero, seven thousand, five ninety two】 |
| 14時10分41秒 | 管制官                                         | どんな問題ですか。【what kind of problem are you havin'.】 |
| 14時10分42秒 | 《ホーンの音》                                 | 《ホーンの音》 |
| 14時10分44秒 | 機長                                           | 火災です。【fire.】 |
| 14時10分46秒 | 無線（副操縦士）                               | あー、煙がコックピ… 煙が客室内に充満している。【un, smoke in the cockp… smoke in the cabin.】 |
| 14時10分47秒 | 管制官                                         | 了解。【roger.】 |
| 14時10分49秒 | 機長                                           | 高度は？【what altitude?】 |
| 14時10分49秒 | 副操縦士                                       | 7,000。【seven thousand.】 |
| 14時10分52秒 | 《コックピットのドアが開くような音》           | 《コックピットのドアが開くような音》 |
| 14時10分57秒 | 《客室からのインターホンのチャイムのような音》 | 《客室からのインターホンのチャイムのような音》 |
| 14時10分58秒 | CVR                                            | OK、酸素が必要だ。酸素が戻らない。【OK, we need oxygen, we can't oxygen back there.】, |
| 14時11分07秒 | 管制官                                         | クリッター592、あー可能なら方位250に左旋回。7,000ftまで降下して維持せよ。【critter five ninety two uh, when able to turn left heading two five zero. descend and maintain seven thousand.】                                |
| 14時11分10秒 | 《客室から悲鳴があがる》                       | 《客室から悲鳴があがる》 |
| 14時11分11秒 | 無線（副操縦士）                               | 250、7,000。【two five zero seven thousand.】 |
| 14時11分12秒 | CVR                                            | 火の海です。【completely on fire.】 |
| 14時11分14秒 | 《客室からの悲鳴が収まる》                     | 《客室からの悲鳴が収まる》 |
| 14時11分19秒 | 《断続的なホーンの音》                         | 《断続的なホーンの音》 |
| 14時11分38秒 | 無線（副操縦士）                               | クリッター592、利用可能な直近の空港へ向かう必要がある。【critter five ninety two we need the uh, closet airport available.】                                                                                               |
| 14時11分42秒 | 管制官                                         | クリッター592、こちらは準備完了。ドルフィンへ直行できるなら滑走路12へ着陸できる。 【critter five ninety two, they're gonna be standing standing by for you. you can plan runway one two when able direct to Dolphin now.】 |
| 14時11分45秒 | 《CVRの記録が1分12秒中断される》               | 《CVRの記録が1分12秒中断される》 |
| 14時28分35秒 | 管制官                                         | …マイアミアプローチと交信を。訂正します、このまま交信を続けてください。【…contact Miami approach on, correction yon, yon, keep on my frequency.】                                                                          |
| 14時13分11秒 | 《CVRの記録が再び中断される》                  | 《CVRの記録が再び中断される》 |
| 14時13分37秒 | 《解読不能な音声が592便から送信される》        | 《解読不能な音声が592便から送信される》 |
| 14時??分??秒 | 《録音終了》                                   | 《録音終了》 |

## 事故調査

### 目撃証言

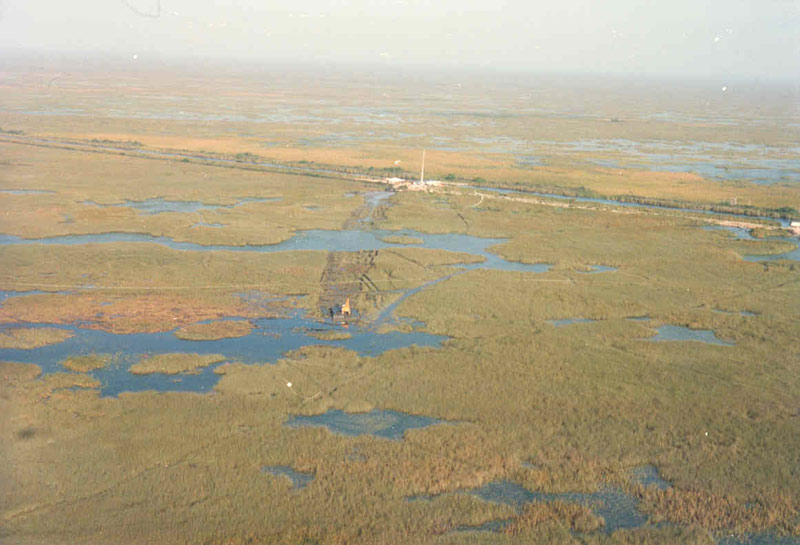
592便の墜落現場を上空から撮影した写真

エバーグレーズでボートに乗って釣りをしていた2人と自家用飛行機に乗っていた別の2人が592便の最期を目撃していた。目撃者によれば墜落直前、機体は右に傾いた状態で低空を飛行していた。そのまま機体は右に傾き続け、機首はほぼ垂直になるまで下がっていった。最終的に592便は垂直な姿勢で湿地帯に墜落し、大量の水しぶきと煙が立ち上った。目撃者の1人は事故現場を見て、まるで墜落により592便が消えて無くなったようだと述べた。

### 残骸の回収

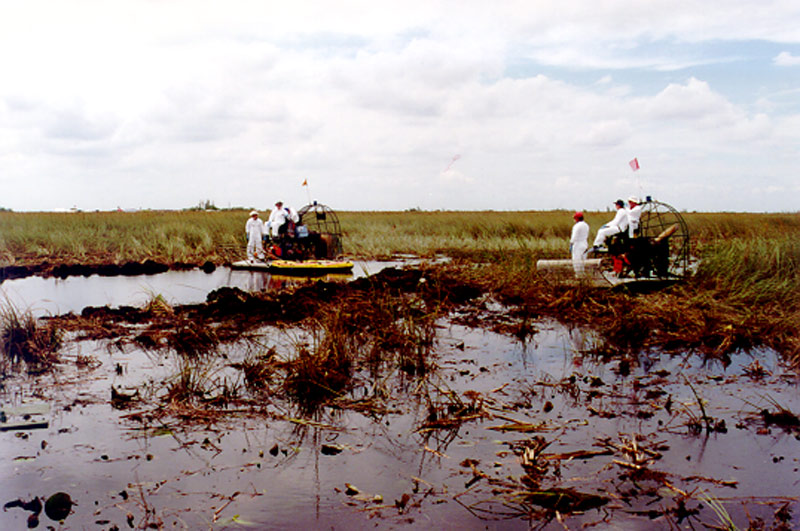
エバーグレーズでの回収活動

エバーグレーズでの回収活動は困難を極めた。作業員が回収を行う間、狙撃手が銃を持ちワニを警戒するという状況であった。また、回収活動にはアメリカ海軍のダイバーも参加した。強い衝撃などにより機体や遺体は大きく損傷していた。遺体の回収には数週間を要し、無傷の遺体はほとんど見つからなかった。110人中68人ほどの遺体は顎骨の検査から特定され、少なくとも1人は1本の歯から特定された。また、足首に入れられていた刺青から特定されたものもあった。パイロット達の遺体の損傷はさらに酷く、副操縦士の遺族に遺体として返還されたものは1本の指のみで、空軍に残っていた指紋のデータによって判別された。一方で機長の遺体として発見されたものは無かった。そのため、火災や煙がパイロットや乗客にどれ程影響を与えたかは特定できなかった。
墜落現場は道路から離れた場所で、エアボートでしかアクセスできなかった。調査官の1人は「これまでの調査の中で最も困難」であると話した。

### 592便に積載された酸素発生装置

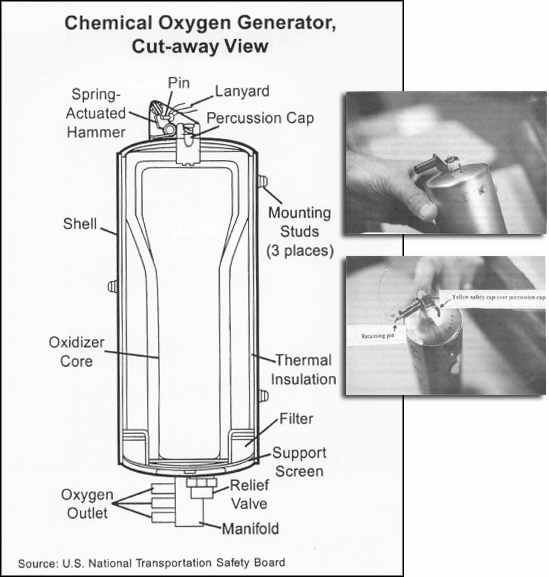
592便に積載されたものと同様の酸素発生装置の断面図

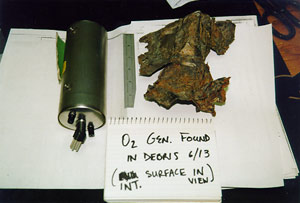
左が新品の酸素発生装置、右が墜落現場から回収された酸素発生装置

バリュージェット航空は1996年1月31日にアドリア航空で運用されていた2機のマクドネル・ダグラス MD-82を購入する契約をし、同年2月1日にはさらにトランスウェード航空で運用されていた1機のMD-83を購入する契約を結んだ。購入後、これら3機の化学酸素発生装置（以下、酸素発生装置）が12年の耐用年数を越えているかどうか、下請けの整備業者セイバーテック（SabreTech）によって検査された。セイバーテックとバリュージェット航空の間では、納期が遅れた場合一日につき2,500ドルを支払うという契約が結ばれていた。そのためセイバーテックは臨時の整備士も雇用し、70人以上で3機の整備を行っていた。検査から、2機のMD-82の酸素発生装置は大部分が耐用年数を越しているか、期限切れ間近のものであった。バリュージェット航空はセイバーテックに全ての酸素発生装置を交換するよう指示した。これらの酸素発生装置は期限が切れてはいたものの、中身は充填されたままであった。未使用の酸素発生装置は危険物に指定されていなかったが、化学物質を使用するタイプの酸素発生装置は危険物に指定されており、許可が無ければ輸送してはならなかった。しかし、バリュージェット航空にはその許可は無く、無許可で592便に酸素発生装置を積み込んでいた。期限切れの酸素発生装置は、作動させた上で熱が無くなってから輸送することを推奨されていた。なお、酸素発生装置は作動後でも装置内に化学物質が残留するため、有害廃棄物に指定されていた。酸素発生装置はピンを引くと雷管が叩かれ、内部で化学反応が起き、作動すると容器の温度は摂氏260度（華氏500度）近くに達する。そのため、作動防止のため未使用の酸素発生装置の雷管には合成樹脂製の安全キャップをすることとなっていた。この事は、MD-80シリーズのマニュアルとバリュージェット航空のワークカードの酸素発生装置取り付け、及び取り外し手順の項に記載されていた。これらのコピーは事故当時、セイバーテックにも配布されていた。航空会社によっては、期限切れで未使用の酸素発生装置を取り外す際に作動させ、中身を排出することも手順に組み込まれていた。しかし、セイバーテックの施設にはこの安全キャップが無く、作業員たちは安全キャップを着けることも中身を排出することもしなかった。代わりに誤作動を防ぐためピンを切断、あるいは缶に巻き付けた状態にしてテープで固定するという対処をした。なお、この安全キャップは1つ1セントで購入できる物だった。
1996年3月中旬、セイバーテックの作業員はMD-82から酸素発生装置を取り外した。取り外された約144個の酸素発生装置は、ほとんどが段ボールに入れられた状態で格納庫の棚に保管されていた。また、中身はポリエチレン製の気泡緩衝材で厳重にくるまれていた。このうち6個は段ボールに入れられておらず、その後の調査でセイバーテックの施設内から発見された。この時、セイバーテックの作業員は誤って緑色の「修理可能」のタグをつけた。事故の2日前、セイバーテックの在庫係は酸素発生装置が入った段ボール箱5箱とタイヤ3つを輸送する準備を行った。その際、誤って在庫係は「空（Empty）」のラベルを張るよう指示したが、在庫係は整備士から箱の中身について詳細を伝えられていなかったため、中身を空の酸素ボンベと誤って解釈していた。事故当日、592便に段ボール箱を積み込んだ作業員は積載時に「カチン」という音がしたと証言した。事故現場での捜索により、28個の酸素発生装置が発見された。国家運輸安全委員会（NTSB）は酸素発生装置が離陸までの間のいずれかのタイミングで発火したと推定した。また、パイロットが最初に直面した電気系統の問題は、火災によりコードが焼き切れたためだとした。

### 酸素発生装置の実験
1996年11月6日から7日にかけて、NTSBはアトランティックシティの施設で5回の実験を行った。実験では、事故機よりも大型のマクドネル・ダグラス DC-10の貨物室が使用され、1回目と2回目では貨物室内に28本の酸素発生装置が入れられた段ボール箱1つが置かれ、3回目以降の実験では、段ボール箱は5つに増やされた。1回目と2回目の実験では、段ボール箱は鉄製のテーブルの上に置かれた状態で行われた。2回目の実験では火災が発生してわずか15分程で貨物室の天井の温度が2,000 °F (1,090 °C)に達し、4回目の実験では16分程で3,000 °F (1,650 °C)に達した。5回目の実験ではタイヤの上に2つの段ボール箱を載せ、その回りに3つの段ボールを配置した状態で行われたが、これは592便の事故直前の貨物室内の状態に一番近い構成であり、火災が発生してから10分で天井の温度が2,000 °F (1,090 °C)を越え、11分で2,800 °F (1,540 °C)に達した。さらに30秒後には測定可能な温度の3,200 °F (1,760 °C)を上回り、16分後にタイヤが破裂した。NTSBの爆発物専門家は「これまで見た実験のなかで最も激しい炎だった」と話した。

### CVRとFDRの分析

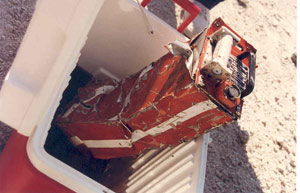
回収されたFDR

NTSBはコックピットボイスレコーダー（CVR）とフライトデータレコーダー（FDR）のデータをもとに、592便の飛行経路を作成した。14時10分03秒に謎の音が記録されるまでは至って正常で、この音の直後に気圧高度が817フィート (249 m)減少し、対気速度も33ノット (61 km/h)減少したが、高度と速度の値は4秒以内に元に戻った。これらの値の変化についてNTSBは、静圧力センサーに感知される1平方フィートあたりの圧力が69ポンド増加すると生じる変化と同じであると判断した。

### 酸素発生装置による火災事故
酸素発生装置による出火は1986年時点ですでに報告されており、連邦航空局（FAA）もこれを認識していたが、対策などは講じていなかった。
- 1986年8月10日 - ロサンゼルス国際空港からシカゴ・オヘア国際空港へ到着したアメリカン・トランス航空131便（マクドネル・ダグラス DC-10/N184AT[62]）が駐機後に火災に見舞われ、半焼した。火災の原因は整備士が誤って酸素発生装置のトリガーを引いたことだった[63][64][65]。
- 1994年10月 - エメリー・ワールドワイドのビルで配送車に積載されていた箱から煙が噴出した。運転手は火災が発生する前にその箱を車から降ろした。この箱には旅客機用の酸素発生装置が37本詰められていた。酸素発生装置はいずれも安全キャップが装着されておらず、引き紐を装置側面にテープで止めた状態で、気泡緩衝材にくるまれていた[66]。

### Dクラス貨物室への火災対策
592便の事故当時、航空機の貨物室は防火機能の違いによって、AクラスからEクラスまで分類されていた。このうちCクラスからEクラスまでは飛行中に乗員が立ち入れない区画についてのものだった。この3つのクラスでは、火災の完全な鎮火ではなく延焼を抑えることを目的としていた。Dクラス貨物室は、火災に対して酸素の排出を行うことにより延焼を抑える航空機の貨物室のことを指し、このタイプの貨物室は区画が小さく密閉されているため、酸素を排出することによって火災を脅威のないレベルでとどめることが出来ると信じられていた。そのため、火災検知装置や消火装置の設置が義務付けられていなかった。
Dクラス貨物室での火災事故は592便の事故の以前にも発生しており、1988年2月3日、アメリカン航空132便（マクドネル・ダグラス MD-83/N569AA）がナッシュビル国際空港への着陸進入中に火災に見舞われた。客室内に煙が充満し、床が焼け始めていた。同機は着陸後に誘導路上で緊急脱出を行い、乗員乗客131人は全員無事だった。この時、火災を引き起こしたのは過酸化水素であったが、状況は592便と酷似していた。132便の事故を受けて、NTSBは全てのDクラス貨物室に煙探知機と消火装置を設置するようFAAに推奨していた。しかし、FAAはこの件に関しても推奨された処置を行っていなかった。最終報告書でNTSBは、「もしFAAが1988年の推奨事項に従って、DC-9の貨物室に煙探知機と消火装置を設置するよう各航空会社に促していれば、バリュージェット航空592便は墜落しなかっただろう（Had the FAA required fire/smoke-detection and/or fire-extinguishment systems in [the DC-9’s] cargo compartments, as the safety board recommended in 1988, ValuJet Flight 592 would likely not have crashed）」と述べた。
Dクラス貨物室には酸素を排出することによって火災の延焼を押さえる機能があった。この機能は火災を抑制する有効な設備であると考えられていたが、貨物室内に酸素を発生させるものがあるという想定はされていなかった。事故後に行われた実験から貨物室内に酸素発生装置があり、その状況下で火災が発生すると酸素を排出する機能だけでは鎮火できない可能性があると判明した。

### 事故原因
NTSBは不適切に輸送されていた酸素発生装置が作動した結果、Dクラス貨物室内で火災が発生したことが墜落原因であるとし、以下のことが事故に寄与したと結論付けた。
- サイバーテックが適切な輸送準備や梱包などを行わなかったこと。
- バリュージェット航空が訓練や危険物に関する手順などが順守されているか適切に監視しなかったこと。
- FAAがDクラス貨物室内に煙探知機と消火装置の設置を義務付けなかったこと。

### 安全勧告
NTSBはこの事故を受けて33個の安全勧告を発行した。勧告では、危険物の輸送方法や火災対策に関する規則の改訂や見直しなどが提言された。
FAAは規則を改訂し、Dクラス貨物室からCクラス貨物室へアップグレードするようことを義務付けた。Cクラス貨物室は火災を検知する装置と消火装置を備えた貨物室を指す。さらにFAAは火災検知装置については1分以内に火災を検出できるものを搭載することと既存の要件を変更した。また592便の事故後、圧縮酸素や酸化ガスシリンダーに関する研究や実験が進められ、最終的に危険物規則が改訂された。

## 事故後

### 反応
1996年6月26日、FAAの局長はバリュージェット航空の安全上の問題に対する対応が遅れたことを認めた。FAAの局長であるデイビット・R・ヒンソンは公聴会で、「航空会社の異常な急成長が、より迅速に対処されるべき問題を生み出したことは明白である」と述べた。NTSBは、ジム・ホール委員長は過去10年間の事例を示し、FAAがNTSBの安全勧告を長年に渡って無視し続けたと公聴会で述べた。
当初、NTSBはバリュージェット航空の対応や対処などについて原因ではなく要因の項に分類していた。しかし、NTSBのジョン・ゴリア（John Goglia）は「委託業者の監督を含む自社の安全責任は航空会社にある」と述べ、最終報告書では同社の行動などは原因の項に引き上げられた。これについてバリュージェット航空は、「連邦航空規則の歪んだ解釈である」「重大な冤罪である」などと話した。また、サイバーテックが事故の原因を作ったと主張し続け、サイバーテックの親会社であるサイバーラインは、危険物の取り扱い手順の見直しを命じた。

### バリュージェット航空の安全性と終焉
遺族は、安全性に関する記録が適切に保管されていなかったため、バリュージェット航空が起訴されなかったと憤慨した。また、墜落直後にバリュージェット航空の職員が行った声明を指摘し、592便に酸素発生装置が載せられていることをしっており、マイアミで処理するのではなくアトランタに輸送するよう指示したのではないかと述べた。
墜落の9日前に作成した内部報告書でFAAは、格安航空会社の事故率が高いことを指摘していた。この報告書によれば、バリュージェット航空は1990年から1996年3月までの間に重大事故3件を含む5件の事故を起こしていた。また、事故の年に緊急着陸回数が激増しており、直近5ヶ月でも59回が記録されていた。しかし、FAAの上層部はバリュージェット航空について一般的な航空会社と同等であると述べていた。バリュージェット航空の事故率は10万回の飛行辺り3.06で、その他の格安航空会社の事故率である0.43を大きく上回っていた。また、レガシー・キャリアと比較すると事故率は14倍近かった。事故後、バリュージェット航空の運航を継続させて良いのか疑問視するFAAのメモが発見された。1996年2月、FAAは6件の事故やインシデントを受けてバリュージェット航空の業務内容を精査するよう指示していた。
事故の翌日にFAAのデイビット・ヒンソン局長とフェデリコ・ペーニャアメリカ合衆国運輸長官がバリュージェット航空の安全性について保障できると発言し、多方面から批判された。1996年11月9日、ヒンソンはFAA局長の座を退き、ペーニャも1997年2月14日に長官の職を辞した。
バリュージェット航空は6月16日に運航停止処分に処されたものの9月30日に運航再開を許可され、10月から運航を再開したが墜落事故の影響で業績は悪化した。1997年、バリュージェット航空はエアトラン航空を買収し、合併したがこの合併はいわゆる逆さ合併で、社名はエアトラン航空となった。

### 裁判と捜査
1997年、連邦大陪審は危険物の不適切な取り扱いなどに関する共謀罪や、作業員の訓練を怠ったこと、及び運輸省やFAAに対して虚偽の供述を行ったことに対する罪でサイバーテックを起訴した。また、サイバーテックの保守監督者と整備士2人が同様に起訴された。2年後、サイバーテックは有罪判決を受け、200万ドルの罰金と900万ドルの補償金の支払いを命じられた。一方、保守監督者と整備士1人は無罪となったがもう1人の整備士は法廷に出廷せず、法廷侮辱罪で起訴された。592便の事故はアメリカ合衆国で発生したものとしては初めて刑事追訴が本格的に行われた航空事故である。
連邦捜査局（FBI）はこの整備士を指名手配し、写真付きのポスターを配布するなどしたが、2020年現在も逮捕に至っていない。2018年には報奨金の金額が10,000ドルに引き上げられた。起訴された監督者達がいずれも無罪となった件について弁護士は、整備士たちは起訴されるべきではなかったと述べ、また指名手配された整備士も出廷していれば同様に無罪となっただろうと話した。1999年12月、サイバーテックは危険物の輸送に関する8件の罪状と訓練を怠った1件の罪状で起訴され、有罪判決を受けた。

### 追悼碑

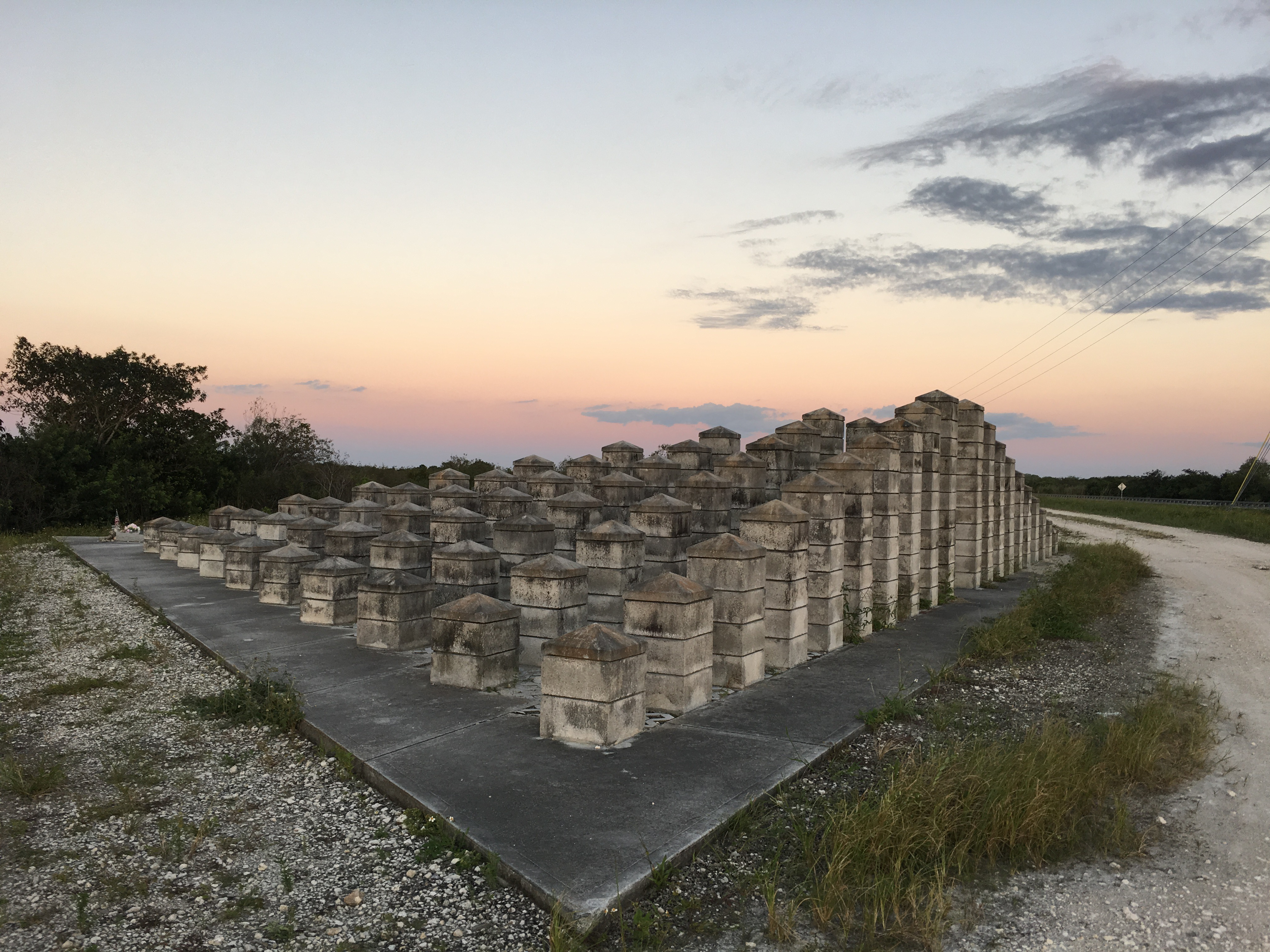
追悼碑の全容

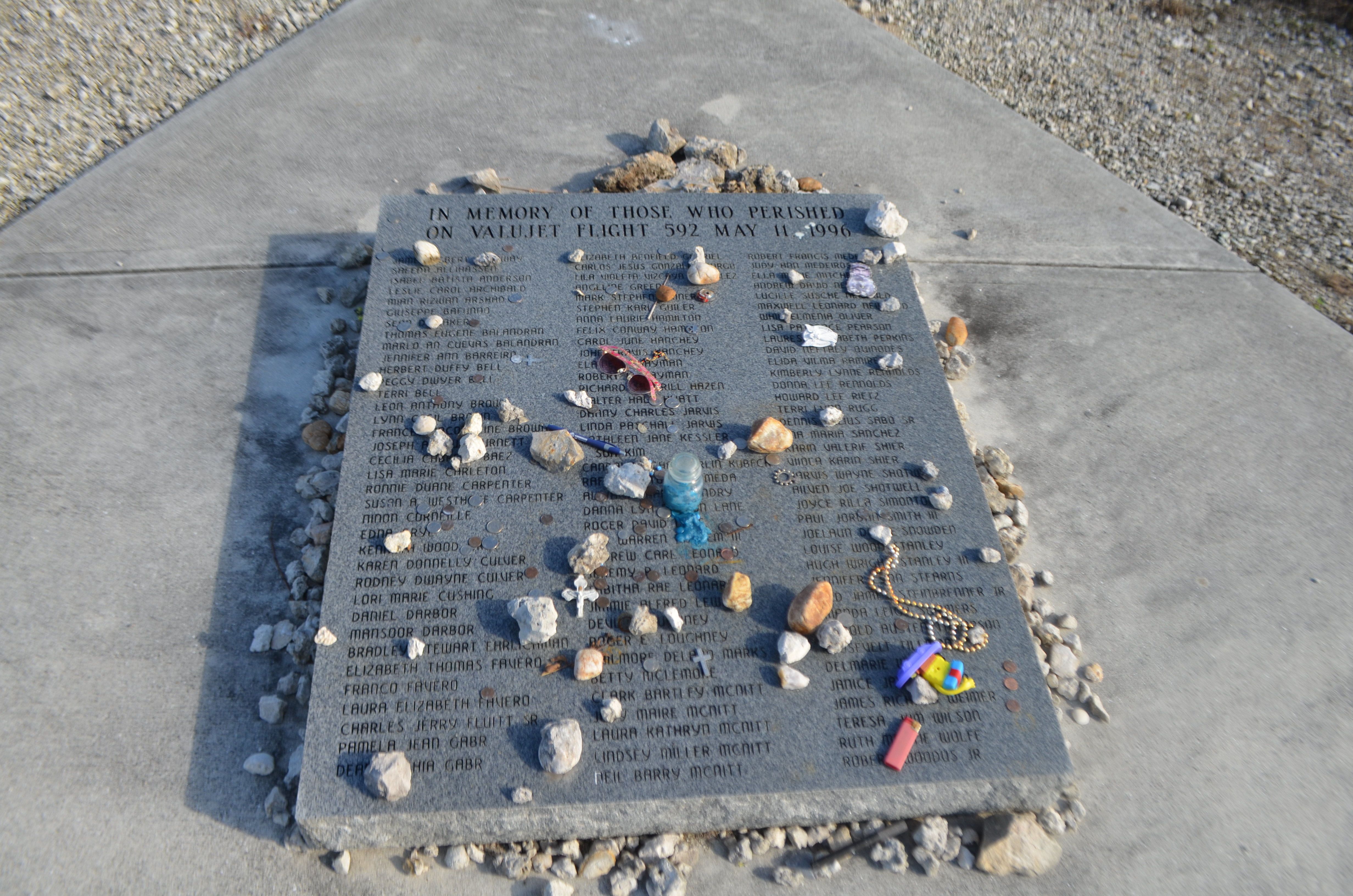
犠牲者の名前が刻まれた石碑

1999年、110本の柱で構成される事故の追悼碑が建設された。この追悼碑は、フロリダ州マイアミ・デイド郡を通るフロリダ・ステイト・ロード997の西12マイル地点に建てられており、この地点は墜落現場から北北西に12マイル離れた場所である。設計はアメリカ建築家協会の学生が担当し、フロリダ州の請負業者、石工、労働組合などが無償で建設を請け負った。
2013年6月4日、マイアミ・ヘラルドは地元住民がエバーグレーズで溶けた金製のペンダントを発見したと報じた。これは592便の搭乗者、または1972年に墜落したイースタン航空401便の搭乗者のものと推測されている。

## 映像化
本事故は様々なドキュメンタリー番組で描かれている。2006年にナショナルジオグラフィックの衝撃の瞬間番外編3 「フロリダ湿地帯墜落事故」（原題:Florida Swamp Air Crash）で取り扱われた。また、同じくナショナルジオグラフィックのメーデー!:航空機事故の真実と真相シーズン10第2話 「バリュージェット航空592便」（原題:FIRE IN THE HOLD）でも取り上げられた。この他、日本未放送ではあるが同じくナショナルジオグラフィックのWhy Planes Crashシーズン1エピソード4 「Fire in the Sky」にても扱われている。